# Doug Robinson
Pour les articles homonymes, voir Robinson.
Douglas Garnet Robinson (né le 27 août 1940 à Saint Catharines, dans la province de l'Ontario au Canada) est un joueur canadien de hockey sur glace professionnel qui évoluait en position d'ailier gauche.

## Biographie
Doug Robinson commence son hockey junior en 1955. Après une saison dans une ligue secondaire, il rejoint les Biltmore Mad Hatters de Guelph de l'Association de hockey de l'Ontario, avec lesquels il remporte la Coupe J.-Ross-Robertson en 1957, puis les Teepees de Saint Catharines. Avec ces derniers, il gagne en 1960 la Coupe J.-Ross-Robertson ainsi que la Coupe Memorial,. En 1961, il fait ses débuts professionnels avec les Thunderbirds de Sault-Sainte-Marie de l'Eastern Professional Hockey League puis rejoint un an plus tard les Bisons de Buffalo de la Ligue américaine de hockey (souvent désignée par le sigle LAH). Auteur de trente-six buts en 1962-1963, il termine meilleur buteur de son équipe et cinquième de la ligue et aide Buffalo à remporter la Coupe Calder. Il reçoit le trophée Dudley-« Red »-Garrett remis à la meilleure recrue ainsi qu'une nomination dans la saconde équipe d'étoiles,.
Durant les séries éliminatoires de la saison 1963-1964, il fait ses débuts en Ligue nationale de hockey (souvent désignée par le sigle LNH) avec les Black Hawks de Chicago. Échangé en février 1965, il passe les deux années qui suivent dans l'organisation des Rangers de New York. En 1967, la LNH double le nombre de ses franchises, passant de six à douze équipes. Au cours du repêchage d'expansion, Robinson est acquis par les Kings de Los Angeles. Durant les deux saisons qui s'ensuivent, il partage son temps entre l'équipe de la LNH et leur club-école en LAH, les Kings de Springfield. Jouant la exercice 1969-1970 entièrement en LAH, il inscrit quarante-cinq buts et quatre-vingt-six points, soit les deuxième et quatrième plus grand totaux de la ligue dans les classements de ces deux statistiques, lui valant une place dans la première équipe d'étoiles. Il passe ensuite la saison 1970-1971 avec Los Angeles puis dispute une année dans les ligues mineures avant de se retirer.
Il est le père de Robert Robinson, également joueur professionnel de hockey sur glace.

## Statistiques
Pour les significations des abréviations, voir Statistiques du hockey sur glace.
| Saison     | Équipe                             | Ligue          |     | Saison régulière | Saison régulière | Saison régulière | Saison régulière | Saison régulière |    | Séries éliminatoires | Séries éliminatoires | Séries éliminatoires | Séries éliminatoires | Séries éliminatoires |
| Saison     | Équipe                             | Ligue          | PJ  | B                | A                | Pts              | Pun              | PJ               | B  | A                    | Pts                  | Pun                  |                      |                      |
| 1955-1956  | Cobras de Collingwood              | AHO-B          |     |                  |                  |                  |                  |                  |    |                      |                      |                      |                      |                      |
| 1956-1957  | Biltmore Mad Hatters de Guelph     | AHO            | 52  | 9                | 7                | 16               | 8                | 10               | 1  | 2                    | 3                    | 14                   |                      |                      |
| 1957       | Biltmore Mad Hatters de Guelph     | Coupe Memorial |     |                  |                  |                  |                  | 6                | 1  | 2                    | 3                    | 2                    |                      |                      |
| 1957-1958  | Biltmore Mad Hatters de Guelph     | AHO            | 6   | 2                | 1                | 3                | 2                |                  |    |                      |                      |                      |                      |                      |
| 1957-1958  | Teepees de Saint Catharines        | AHO            |     |                  |                  |                  |                  | 6                | 0  | 1                    | 1                    | 0                    |                      |                      |
| 1958-1959  | Teepees de Saint Catharines        | AHO            | 52  | 12               | 11               | 23               | 10               | 7                | 0  | 3                    | 3                    | 0                    |                      |                      |
| 1959-1960  | Teepees de Saint Catharines        | AHO            | 48  | 15               | 20               | 35               | 4                | 17               | 3  | 4                    | 7                    | 6                    |                      |                      |
| 1960       | Teepees de Saint Catharines        | Coupe Memorial |     |                  |                  |                  |                  | 14               | 7  | 3                    | 10                   | 4                    |                      |                      |
| 1960-1961  | Teepees de Saint Catharines        | AHO            | 48  | 36               | 30               | 66               | 22               | 6                | 3  | 1                    | 4                    | 20                   |                      |                      |
| 1960-1961  | Thunderbirds de Sault-Sainte-Marie | EPHL           |     |                  |                  |                  |                  | 1                | 0  | 0                    | 0                    | 2                    |                      |                      |
| 1961-1962  | Greyhounds de Sault-Sainte-Marie   | EPHL           | 70  | 33               | 26               | 59               | 32               |                  |    |                      |                      |                      |                      |                      |
| 1961-1962  | Bisons de Buffalo                  | LAH            |     |                  |                  |                  |                  | 2                | 0  | 0                    | 0                    | 0                    |                      |                      |
| 1962-1963  | Bisons de Buffalo                  | LAH            | 72  | 36               | 37               | 73               | 8                | 13               | 10 | 4                    | 14                   | 2                    |                      |                      |
| 1963-1964  | Bisons de Buffalo                  | LAH            | 46  | 22               | 27               | 49               | 22               |                  |    |                      |                      |                      |                      |                      |
| 1963-1964  | Black Hawks de Chicago             | LNH            |     |                  |                  |                  |                  | 4                | 0  | 0                    | 0                    | 0                    |                      |                      |
| 1964-1965  | Black Hawks de Chicago             | LNH            | 40  | 2                | 9                | 11               | 8                |                  |    |                      |                      |                      |                      |                      |
| 1964-1965  | Rangers de New York                | LNH            | 21  | 8                | 14               | 22               | 2                |                  |    |                      |                      |                      |                      |                      |
| 1965-1966  | Rangers de New York                | LNH            | 51  | 8                | 12               | 20               | 8                |                  |    |                      |                      |                      |                      |                      |
| 1965-1966  | Clippers de Baltimore              | LAH            | 5   | 2                | 2                | 4                | 0                |                  |    |                      |                      |                      |                      |                      |
| 1966-1967  | Rangers de New York                | LNH            | 1   | 0                | 0                | 0                | 0                |                  |    |                      |                      |                      |                      |                      |
| 1966-1967  | Clippers de Baltimore              | LAH            | 63  | 39               | 33               | 72               | 89               | 9                | 4  | 6                    | 10                   | 2                    |                      |                      |
| 1967-1968  | Kings de Los Angeles               | LNH            | 34  | 9                | 9                | 18               | 6                | 7                | 4  | 3                    | 7                    | 0                    |                      |                      |
| 1967-1968  | Kings de Springfield               | LAH            | 36  | 21               | 25               | 46               | 0                |                  |    |                      |                      |                      |                      |                      |
| 1968-1969  | Kings de Los Angeles               | LNH            | 31  | 2                | 10               | 12               | 2                |                  |    |                      |                      |                      |                      |                      |
| 1968-1969  | Kings de Springfield               | LAH            | 42  | 14               | 20               | 34               | 6                |                  |    |                      |                      |                      |                      |                      |
| 1969-1970  | Kings de Springfield               | LAH            | 70  | 45               | 41               | 85               | 26               | 14               | 5  | 3                    | 8                    | 0                    |                      |                      |
| 1970-1971  | Kings de Los Angeles               | LNH            | 61  | 15               | 13               | 28               | 8                |                  |    |                      |                      |                      |                      |                      |
| 1971-1972  | Totems de Seattle                  | WHL            | 9   | 7                | 1                | 8                | 0                |                  |    |                      |                      |                      |                      |                      |
| 1971-1972  | Voyageurs de la Nouvelle-Écosse    | LAH            | 27  | 10               | 17               | 27               | 4                |                  |    |                      |                      |                      |                      |                      |
| Totaux LNH | Totaux LNH                         | Totaux LNH     | 239 | 44               | 67               | 111              | 34               | 11               | 4  | 3                    | 7                    | 0                    |                      |                      |

## Trophées et honneurs personnels
- 1956-1957 : champion de la Coupe J.-Ross-Robertson avec les Biltmores Mad Hatters de Guelph
- 1959-1960 :
  - champion de la Coupe J.-Ross-Robertson avec les Teepees de Saint Catharines
  - champion de la Coupe Memorial avec les Teepees de Saint Catharines
- 1962-1963 :
  - champion de la Coupe Calder avec les Bisons de Buffalo
  - trophée Dudley-« Red »-Garrett de la meilleure recrue de la Ligue américaine de hockey
  - seconde équipe d'étoiles de la Ligue américaine de hockey
- 1969-1970 : première équipe d'étoiles de la Ligue américaine de hockey